# David Lafata
David Lafata (sinh ngày 18 tháng 9 năm 1981) là một cựu cầu thủ bóng đá chuyên nghiệp người Séc thi đấu ở vị trí tiền đạo. Anh chủ yếu chơi cho các câu lạc bộ của Séc và từng chơi bóng cho Skoda Xanthi của Hy Lạp và câu lạc bộ FK Austria Vienna của Áo. Anh nắm giữ hàng loạt kỷ lục tại giải vô địch quốc gia Séc cũng như tại UEFA Champions League. Anh còn là tuyển thủ của tuyển Cộng hòa Séc.

## Sự nghiệp cấp câu lạc bộ
Từ năm 1992 đến 2005 Lafata thi đấu cho đội bóng SK České Budějovice của Séc, kèm một thời gian ngắn chơi cho FC Vysočina Jihlava vào năm 2002. Tiền đạo này sau đó chuyển đến câu lạc bộ Skoda Xanthi của Hy Lạp vào tháng 7 năm 2005, nhưng rồi trở lại giải vô địch Séc vào tháng 1 năm 2006. Sau một năm tại Jablonec, Lafata được chuyển đến câu lạc bộ FK Austria Vienna của Áo vào tháng 1 năm 2007 rồi lại quay về Jablonec vào mùa xuân năm 2008. Tại Áo, anh ghi một bàn tại chung kết cúp nội địa.
Ở mùa giải 2010–11, Lafata là vua phá lưới tại giải vô địch quốc gia Séc với 19 bàn.
Anh tiếp tục phong độ ấn tượng ở mùa giải 2011–12, ghi 11 bàn sau 7 trận đầu tiên, vào cuối mùa thu, anh ghi được 18 bàn sau 16 trận. Mùa thu năm 2012, Lafata phá kỷ lục ghi bàn trong một mùa bóng tại giải vô địch quốc gia Séc với bàn thắng thứ 23 trong mùa giải. Anh kết thúc mùa với 25 bàn, trở thành vua phá lưới và thiết lập kỷ lục mới.
Ở mùa giải 2012–13, Lafata ghi 13 bàn sau 16 trận đầu tiên, trở thành vua phá lưới của giải trước khi ký hợp đồng với AC Sparta Praha ở kỳ chuyển nhượng mùa đông. Tháng 3 năm 2014 Lafata ghi bàn thứ 134 tại giải vô địch quốc gia Séc, vượt qua Horst Siegl để trở thành chân sút ghi nhiều bàn nhất mọi thời đại tại Séc. Mùa đông năm 2013, anh ghi một bàn trong trận đấu thuộc vòng 32 đội tại Stamford Bridge gặp Chelsea.
Đầu mùa 2014–15, Lafata ghi 5 bàn thắng trong chiến thắng 7–0 tại vòng loại của Champions League trước Levadia Tallinn trên sân nhà tại Praha. Tiếp tục phong độ cao tại vòng loại Champions League, Lafata ghi một cú hat-trick trong chiến thắng lội ngược dòng 4–2 trước Malmö FF Trên sân nhà tại Praha.
Mùa thu năm 2015, Lafata bị từ chối một cú hat-trick (bởi trọng tài người Croatia) trong một trận đấu ở Europa League tại Hy Lạp gặp Asteras Tripolis. Anh ghi bàn trên cả sân khách lẫn sân nhà gặp Schalke 04, giúp Sparta tiến vào vòng đấu loại trực tiếp.
Ngày 30 tháng 7 năm 2017, anh ghi bàn thứ 200 tại giải vô địch quốc gia trong trận hòa 1–1 với đối thủ cùng thành phố Bohemians 1905.

## Sự nghiệp cấp đội tuyển
Anh ghi hai bàn thắng trong trận ra mắt tuyển quốc gia Cộng hòa Séc trong trận thắng 2–1 trước xứ Wales vào ngày 2 tháng 9 năm 2006. Anh vào sân thay người sau phút thứ 75 và ghi bàn đầu tiên chỉ sau một trận vào sân, bàn thứ hai đến ở phút thứ 89.

## Thống kê sự nghiệp

### Câu lạc bộ
Nguồn:Giải nội địa của Séc cúp châu Âu Cúp nội địa của Áo
| Câu lạc bộ          | Mùa                | Giải                | Giải    | Giải      | Cúp châu Âu | Cúp châu Âu | Tổng cộng | Tổng cộng |
| Câu lạc bộ          | Mùa                | Hạng đấu            | Số trận | Bàn thắng | Số trận     | Bàn thắng   | Số trận   | Bàn thắng |
| ------------------- | ------------------ | ------------------- | ------- | --------- | ----------- | ----------- | --------- | --------- |
| SK České Budějovice | 2000–01            | Czech First League  | 11      | 0         | –           | –           | 11        | 0         |
| SK České Budějovice | 2001–02            | Czech 2. Liga       | ?       | ?         | –           | –           | ?         | ?         |
| SK České Budějovice | 2002–03            | Czech First League  | 26      | 8         | –           | –           | 26        | 8         |
| SK České Budějovice | 2003–04            | Czech First League  | 29      | 14        | –           | –           | 29        | 14        |
| SK České Budějovice | 2004–05            | Czech First League  | 25      | 5         | –           | –           | 25        | 5         |
| SK České Budějovice | Tổng cộng          | Tổng cộng           | 91      | 27        | 0           | 0           | 91        | 27        |
| Skoda Xanthi        | 2005–06            | Superleague Greece  | 9       | 0         | 0           | 0           | 9         | 0         |
| FK Jablonec         | 2005–06            | Czech First League  | 14      | 3         | –           | –           | 14        | 3         |
| FK Jablonec         | 2006–07            | Czech First League  | 17      | 7         | –           | –           | 17        | 7         |
| FK Jablonec         | Tổng cộng          | Tổng cộng           | 31      | 10        | 0           | 0           | 31        | 10        |
| Austria Wien        | 2006–07            | Austrian Bundesliga | 13      | 1         | 0           | 0           | 13        | 1         |
| Austria Wien        | 2007–08            | Austrian Bundesliga | 22      | 5         | 7           | 0           | 29        | 5         |
| Austria Wien        | Tổng cộng          | Tổng cộng           | 35      | 6         | 7           | 0           | 42        | 6         |
| FK Jablonec         | 2008–09            | Czech First League  | 30      | 10        | –           | –           | 30        | 10        |
| FK Jablonec         | 2009–10            | Czech First League  | 27      | 11        | –           | –           | 27        | 11        |
| FK Jablonec         | 2010–11            | Czech First League  | 29      | 19        | 2           | 0           | 31        | 19        |
| FK Jablonec         | 2011–12            | Czech First League  | 28      | 25        | 4           | 3           | 32        | 28        |
| FK Jablonec         | 2012–13            | Czech First League  | 16      | 13        | –           | –           | 16        | 13        |
| FK Jablonec         | Tổng cộng          | Tổng cộng           | 130     | 78        | 6           | 3           | 136       | 81        |
| Sparta Prague       | 2012–13            | Czech First League  | 12      | 7         | 2           | 1           | 14        | 8         |
| Sparta Prague       | 2013–14            | Czech First League  | 30      | 16        | 2           | 2           | 32        | 18        |
| Sparta Prague       | 2014–15            | Czech First League  | 30      | 20        | 11          | 13          | 41        | 33        |
| Sparta Prague       | 2015–16            | Czech First League  | 26      | 20        | 11          | 5           | 37        | 25        |
| Sparta Prague       | Tổng cộng          | Tổng cộng           | 98      | 63        | 26          | 21          | 124       | 84        |
| Tổng kết sự nghiệp  | Tổng kết sự nghiệp | Tổng kết sự nghiệp  | 394     | 184       | 39          | 24          | 433       | 208       |

### Bàn thắng cho đội tuyển
Tỉ số và kết quả liệt kê bàn thắng của Cộng hòa Séc trước.
| # | Ngày thi đấu            | Nơi tổ chức                                      | Lần khoác áo | Đối thủ    | Tỉ số | Kết quả | Giải đấu                                     |
| - | ----------------------- | ------------------------------------------------ | ------------ | ---------- | ----- | ------- | -------------------------------------------- |
| 1 | 2 tháng 9 năm 2006      | Na Stínadlech, Teplice, Cộng hòa Séc             | 1            | Wales      | 1–0   | 2–1     | Vòng loại giải vô địch bóng đá châu Âu 2008  |
| 2 | 2 tháng 9 năm 2006      | Na Stínadlech, Teplice, Cộng hòa Séc             | 1            | Wales      | 2–1   | 2–1     | Vòng loại giải vô địch bóng đá châu Âu 2008  |
| 3 | 26 tháng 5 năm 2012     | UPC-Arena, Graz, Áo                              | 17           | Israel     | 2–1   | 2–1     | Giao hữu                                     |
| 4 | 14 tháng 11 năm 2012    | Andrův stadion, Olomouc, Cộng hòa Séc            | 24           | Slovakia   | 1–0   | 3–0     | Giao hữu                                     |
| 5 | 14 tháng 11 năm 2012    | Andrův stadion, Olomouc, Cộng hòa Séc            | 24           | Slovakia   | 2–0   | 3–0     | Giao hữu                                     |
| 6 | ngày 6 tháng 2 năm 2013 | Sân vận động Manisa 19 Mayıs, Manisa, Thổ Nhĩ Kỳ | 25           | Thổ Nhĩ Kỳ | 2–0   | 2–0     | Giao hữu                                     |
| 7 | 11 tháng 10 năm 2013    | Sân vận động Quốc gia Ta' Qali, Mdina, Malta     | 28           | Malta      | 2–0   | 4–1     | Vòng loại giải vô địch bóng đá thế giới 2014 |
| 8 | 13 tháng 10 năm 2014    | Astana Arena, Astana, Kazakhstan                 | 33           | Kazakhstan | 2–0   | 4–2     | Vòng loại giải vô địch bóng đá châu Âu 2016  |
| 9 | 27 tháng 5 năm 2016     | Kufstein Arena, Kufstein, Áo                     | 38           | Malta      | 4–0   | 6–0     | Giao hữu                                     |

## Danh hiệu

### Câu lạc bộ
Austria Wien
- Cúp bóng đá Áo: 2007

Sparta Prague
- Giải vô địch quốc gia Séc: 2013–14
- Cúp bóng đá Séc: 2013–14
- Siêu cúp Séc: 2014

Cá nhân
- Cầu thủ bóng đá Séc của năm: 2014
- Vua phá lưới giải vô địch quốc gia Séc: 2010–11, 2011–12, 2012–13, 2014–15, 2015–16, 2016–17

## Kỷ lục
- Vua phá lưới mọi thời đại tại giải vô địch quốc gia Séc[13]
- Nhiều bàn thắng liên tiếp nhất tại giải vô địch quốc gia Séc: 9 trận / 9 bàn[14]
- Nhiều bàn thắng nhất trong một trận đấu của giải vô địch quốc gia Séc: 5 bàn[15]
- Vua phá lưới mọi thời đại của FK Baumit Jablonec tại giải vô địch quốc gia Séc: 88 bàn[16]
- Vua phá lưới thứ 3 mọi thời đại của SK Dynamo České Budějovice tại giải vô địch quốc gia Séc: 27 bàn[17]
- Nhiều bàn thắng nhất trong một trận đấu vòng loại của UEFA Champions League: 8 bàn (2014–15) (đồng sở hữu cùng Cléo)[18]
- Nhiều bàn thắng nhất trong một trận đấu của UEFA Champions League: 5 bàn (đồng sở hữu cùng Lionel Messi, Luiz Adriano và Mikhail Mikholap)[19]